# 硫磺溪
硫磺溪（英語：Sulphur Creek）是一條位於美國加利福尼亞州橙縣的溪流，同時亦是亞里索溪的支流。硫磺溪長約7.7公里（4.8英里），流域面積約16平方公里（6平方英里）。硫磺溪流域曾經是半游牧的美國原住民部落阿賈凱姆人的一部分領土，但他們在17至18世紀被西班牙征服者所征服，後來被鄰近聖胡安·卡皮斯特拉諾傳教團稱為「胡安尼奧人」。在19世紀，該流域曾經是牧場的一部分，大部分土地用作農業和牧場用途，直到1960年代發展商開始在流域內進行郊區住宅開發，土地用途才有所轉變。硫磺溪水壩建於1966年，並在壩上形成了尼古湖水庫。
時至今日，硫磺溪流域已包含拉古納希爾斯、尼古湖及聖胡安 - 卡皮斯特拉諾等地，溪流還流經尼古湖地區公園及亞里索與伍德峽谷原野公園。此外，城市徑流亦把硫磺溪由季節性溪流轉變為永久的溪流。而為了加強洪水管理及防止侵蝕，當地政府在硫磺溪的大部份河段開辟水道，但仍在部份河段保留了一定的河岸生境。

## 流向

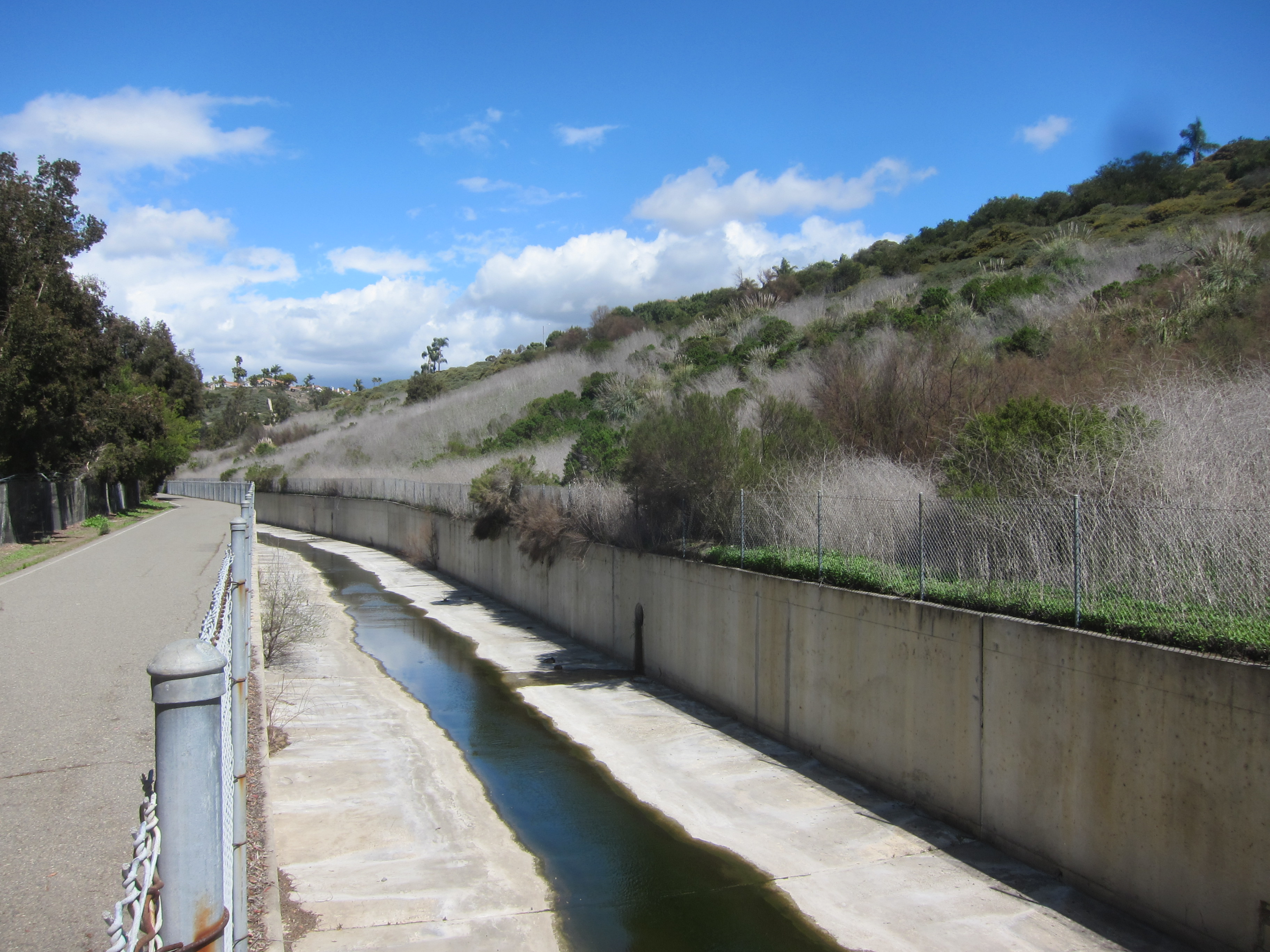
其中一段位於尼古湖水庫的混凝土河道

硫磺溪發源於拉古納希爾斯皇冠谷大道及格林菲爾德路交匯處附近的雨水渠排水口，溪水沿著皇冠谷大路的走向往西南方向流動。除了莫爾頓大道、努埃瓦彼斯特路及拉巴斯路下方的混凝土暗渠外，硫磺溪的上游大多是兩側佈滿濕地修復區的狹窄廊道。雖然溪水是在拉巴斯路下方約1.2米（4英尺）寬混凝土通道內流動，但通道兩側的河岸仍維持著自然的風貌。
溪流在流經皇冠谷公園後改為往北方流動，並在左方與尼古雨水渠及一條規模較小且未被命名的河流匯合。溪流之後繼續往北方流動，在流經一個狹窄的山谷後進入一條大型的混凝土渠道，並經過南橙縣污水管理局（SOCWA）的污水處理廠。溪流在離開污水處理廠後流進了硫磺溪水壩，而該水壩形成了佔地18公頃（44英畝）、長約2.4公里（1.5英里）的尼古湖水庫（前稱硫磺溪水庫）。
溪流從水壩東側的混凝土溢洪道離開，並流經尼古湖地區公園的中部。另外，溪流在水壩下方約0.8公里（0.5英里）外與北硫磺溪（又被稱為納爾科渠）合流。北硫磺溪的大部分河道被設於地下，是硫磺溪及亞里索溪的主要污染源。溪流之後為往西方流動，並先後流經風箏山及艾麗西亞大道下方的暗渠。此後，溪流會流經一個小峽谷並與一條未被命名的支流匯合，最終在亞里索與伍德峽谷原野公園的邊緣與亞里索溪合流。

## 流域
在佔地約91平方公里（35平方英里）的亞里索溪流域內，位於其東南方的硫磺溪流域佔了其中約16平方公里（6平方英里）的面積。硫磺溪流域內大多是民居，其北部與亞里索山丘渠道流域接壤，南部及西南部與鹽溪流域接壤，而西部則與特拉布科溪的支流奧索溪流域接壤。另外，流域內大部份地區屬於丘陵地帶，但由於郊區的發展導致地形出現了很大變化。為了建造住宅社區，發展商填平了流域內的數個峽谷，並沿著這些峽谷的走向建造了雨水渠及其他排水設施。

## 地理
大約在一千萬年前，橙縣西部和南部的大部分地區以及南加州大部分沿海地區都是屬於溫暖和淺海環境的一部分。但隨著海退的發生，因而出現了一個大面積且平坦的沿海平原。而在超過122萬年前，一條向北延伸至洛杉磯盆地的盲斷層導致聖華金山出現抬升，使其上升至平均海拔150至210米（500至700英尺），最高峰約為300米（1,000英尺）。聖華金山以每千年增加約0.18至0.24米（0.6至0.8英尺）的速度上升，並因而形成了一系列的海階。這次抬升改變了硫磺溪的流向，使其向北延伸至亞里索溪，而非向南流動至鹽溪。
河流沉積物有助在聖華金山和東部的聖安娜山脈之間形成寬闊平坦的地形和河谷。硫磺溪流域位於聖華金山的南部，許多較小的山丘在該處形成了一片於較為寬闊的區域，而非單個高而窄的山脈。這些較低的山丘始於中新世時期，主要由沉積岩組成。該地區最古老的岩石組被稱為「巴克羅斯組」，而最年輕的則是「蒙特雷組」。丘陵地區的西北部及南部分別是硫磺溪及鹽溪，西南部是一處未被命名的小型沿海峽谷，而東部則是特拉布科溪及奧索溪的小支流。另外，該地區位處聖胡安溪河谷的西北方、亞里索溪河谷的東南方，以及奧索溪流域以西。

## 歷史
硫磺溪位於亞里索溪的西南方，該處在歷史上曾經屬於美國原住民部落阿賈凱姆人的領土，而部落的人口中心實際上位於較硫磺溪更南的聖胡安溪及特拉布科溪交匯處。該部落的其中一條村落尼古村則位於亞里索溪的河口附近，亦可能靠近亞里索溪與硫磺溪的交匯處。現今的尼古湖因該村落而得名。18世紀，西班牙傳教士抵達新西班牙的加利福尼亞省，並在該處（即現今的聖胡安 - 卡皮斯特拉諾）成立了聖胡安·卡皮斯特拉諾傳教團。透過傳教團的洗禮過程，傳教士們把阿賈凱姆人更名為胡安尼奧人（Juaneño）。而在西班牙人抵達後，大多數的胡安尼奧人聚居於傳教團的南部附近，但後來該批原住民離開了尼古村，且沒有留下任何痕跡。
從1842年到1960年代，整片土地曾被稱為蘭喬·尼古（Rancho Niguel）。土地最初原屬墨西哥擁有，後來被加利福尼亞省總督胡安·鮑帝斯塔·阿爾瓦拉多授予胡安·阿維拉（Juan Avila），而後者則在土地上設立了數個牧場。在美墨戰爭後，墨西哥把上加利福尼亞省割予美國。1852年，胡安·阿維拉根據《1851年加利福尼亞土地法》向公共土地委員會索賠，並於1873年重獲土地的所有權。經過數次所有權轉讓後，最終土地在1895年被劉易斯·芬諾·莫爾頓（Lewis Fenno Moulton）購入，後來莫爾頓獲得了額外的土地，並把牧場的面積擴大至85平方公里（21,000英畝）。到了1960年代，尼古湖公司（Laguna Niguel Corporation）從莫爾頓家族手上購入了大部分的牧場土地，後來更把該片土地捐贈予橙縣政府作娛樂用途。結果，硫磺溪的上游及下游部分歸橙縣所有，而尼古湖水庫則由橙縣防洪部管理。
1966年，美國陸軍工兵部隊在硫磺溪的下游部分建設了一個長約148米（485英尺）、高13米（42英尺）的水壩，並形成了尼古湖水庫。水庫的形成淹沒了長約2.4公里（1.5英里）、面積約為0.18平方公里（44英畝）的原始河道，並存水640,000立方米（520英畝英尺）。後來，發展商開始在溪流主要河段（往南流動）以西的山丘上建造住宅社區，同時受到污染的城市徑流亦開始流進溪流，直接增加了溪流的流量。1973年，當地政府在尼古湖水庫附近建設了尼古湖地區公園，佔地0.96平方公里（236英畝），涵蓋了溪流在水庫至艾麗西亞大道的整段河道。1990年，溪流的尾段成為了亞里索與伍德峽谷原野公園的一部分。

## 生態

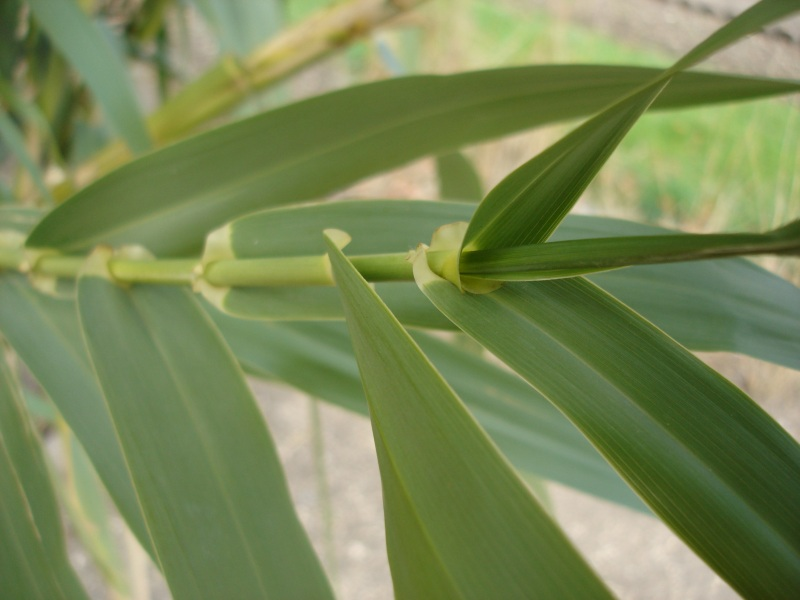
蘆荻是硫磺溪流域內的主要外來物種，它亦普遍存在於橙縣的許多河溪內

歷史上，硫磺溪流域大多為丘陵地帶，且被濃密常綠闊葉灌叢及海岸鼠尾草灌木叢覆蓋。濱岸林可能由常綠櫟樹、美國梧桐、赤楊及其他小型樹木組成。從1960年代開始，當地發展商清理了大部分的自然棲息地來建造住宅，只有一些鄰近山坡的地區（特別是位於尼古湖地區公園附近）仍未遭開發。另外，許多外來物種亦被引入至硫磺溪流域內，其中包括蘆荻、蓖麻及煙葉植物，但以蘆荻最為嚴重，因它會驅逐其他原生植物並減少當地動物的棲息地。蘆荻可以在短時間內吸收大量水份並快速生長，在最佳條件下它甚至能每天長高超過7.6（3.0英寸），更可在洪災發生時透過水流分散至下游地區並建立新的族群。與硫磺溪流域相比，位於亞里索與伍德峽谷原野公園內的河段其原生物種數量較多。
雖然沒有任何未經處理的污水被排入硫磺溪，但含有毒素且未經處理的城市徑流早已流入溪流並污染水體。這種未經處理的徑流可能包含著大腸桿菌及腸道病毒，會對人體健康造成一定威脅。據橙縣流域及沿海資源部估計，硫磺溪約有87%的河道「嚴重退化」。另外，城市徑流內的肥料及其他污染物的營養濃度增加，亦導致位處尼古湖地區公園內的部份河段一度出現藻華及富營養化。
當地政府提出了一項計劃，以清除流域內的外來物種及恢復改善當地的動植物棲息地，又會教育公眾什麼類型的樹木會影響河流流域。

## 語源
硫磺溪這個名稱源於硫磺泉（Sulphurous Spring），而在加利福尼亞州內約有150個地方以硫磺命名。另外，地理名稱資訊系統把（西班牙語，意指鹽谷）標示為硫磺溪的別名，而則是溪流下游的別名。這些名稱可追溯至西班牙時代，意味著這條溪流可能本是一條鹹水溪流，或是溪水含鹽量高。由於位處橙縣南部的鹽溪有著類似的名稱，加上一條名為的雨水渠位處史前時期硫磺溪的下游部分，故依照鹽濃度能進一步證明硫磺溪流域及鹽溪流域曾經連接著。

## 休閒
尼古湖是硫磺溪流域內主要的娛樂設施，且據說是橙縣南部其中一個最大的漁場。尼古湖最常見的魚類為藍鰓太陽魚、鯰魚及鱸魚。除了該湖，硫磺溪流域內並沒有其他可供通航的水域。另外，流域內還有數個公園，例如皇冠谷公園及硫磺溪公園。溪流附近亦有一條經鋪砌的小路，把皇冠谷公園及艾麗西亞大道連接起來。